# Paulo Alfredo Emílio Lauret

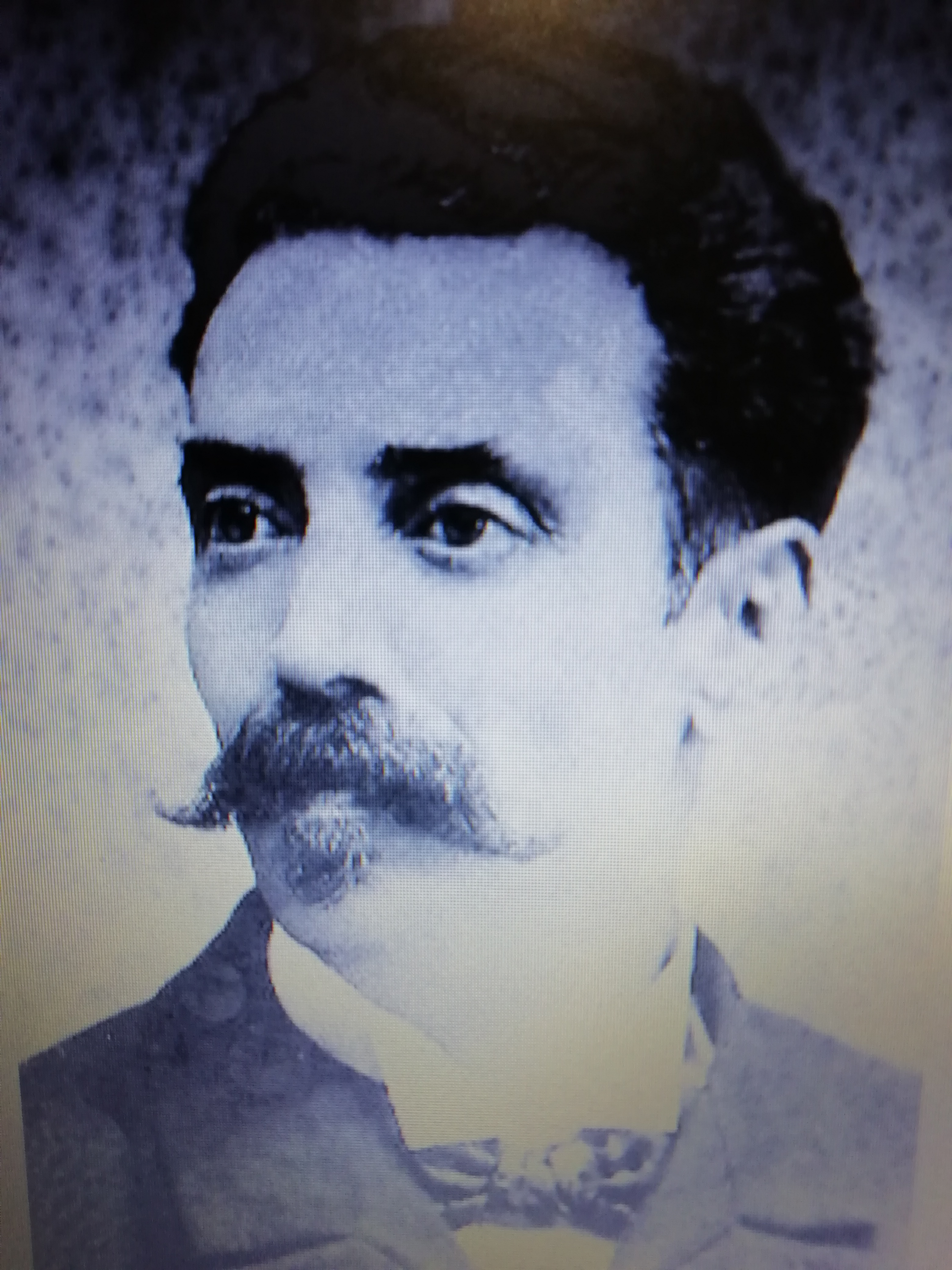
Paulo Alfredo Emílio Lauret

Paulo Alfredo Emílio Lauret (Espiçandeira (Alenquer), 1852 — Rio de Janeiro, 1918) foi um ginasta, teórico e professor de Educação Física português, fundador de vários ginásios e escolas e autor de diversos artigos e livros que tiveram expressiva circulação em sua época. Fundou o primeiro periódico especializado em Educação Física de Portugal e foi uma das figuras proeminentes do movimento de divulgação, reconhecimento e profissionalização da sua disciplina.

## Biografia

### Portugal
Paulo Lauret nasceu na Espiçandeira, concelho de Alenquer, filho de Ana de Jesus Piedade e Paul Émile Lauret. Seu pai, um destacado capitão do exército francês que viera para Portugal, cerca de 1830, para combater ao lado das forças liberais, morre assassinado em 1860 e a sua mãe vem a falecer dois anos depois, o que deixa o jovem Lauret desamparado, não restando alternativa senão o seu ingresso em 1863, na Real Casa Pia de Lisboa, em 1863.
Nesta instituição, Paulo Lauret rapidamente demonstrou grande aptidão para a realização de exercícios físicos, espírito de liderança e interesse pelos outros. Ali foi aluno de Jean Rouger, prestigiado professor de ginástica, que o viria a considerar como "o seu primeiro discípulo e o mais ilustre e distinto de quantos ensinou e preparou para mestres". Em 1867 a direção o nomeou para professor adjunto à classe de ginástica. Na mesma época fez algumas viagens pela Europa para aperfeiçoar seus conhecimentos e começou a dar aulas em diversos colégios de Lisboa.
Em Dezembro de 1869, Paulo Lauret foi lecionar a ginástica para o Seminário de Coimbra, por iniciativa do Bispo D. Manuel Correia de Bastos Pina, com a finalidade de promover o bem-estar dos alunos. No Seminário de Coimbra, Paulo Lauret não teve vida fácil nem o sucesso pretendido. Naquela época a ginástica não era reconhecida nem bem considerada e estava longe de ter o prestígio das outras disciplinas. Auferindo um vencimento mensal de dez mil reis, Lauret recebia o salário mais baixo dos professores do Seminário, e aparentemente a disciplina foi retirada do currículo pouco depois de ele ser admitido. Também lecionou na Misericórdia de Coimbra a partir de 1870, mas a mudança de planos ocorrida com a substituição do provedor em 1871 interrompeu o projeto mal havia iniciado.
Regressa a Lisboa em 1874, retomando a sua actividade de professor de ginástica em diversas escolas e instituições e em simultâneo escrevendo, em diversos jornais, inúmeros artigos de divulgação e formação sobre a temática da ginástica. Em 1876 foi nomeado professor de ginástica na Escola Moderna, que na altura era dirigida por F. I. Durão, tendo ocupado o cargo durante quatro anos.
Em 15 de Novembro de 1878 lançou o primeiro número de O Gymnasta — Orgão bi-mensal de educação physica, o primeiro periódico português especializado. Ainda neste ano fundou um curso noturno de ginástica. Segundo Fonseca & Linhales, "entre 1881 e 1887 publicou quatro manuais de ginástica que tiveram expressiva circulação em Portugal e, alguns deles, também no Brasil".
Em dezembro de 1880 aceitou um convite para lecionar no Colégio Francês do Porto, instituição que dispunha de boas instalações para a prática da ginástica. Sua atividade seria de fundamental importância para o processo de afirmação e consolidação da Educação Física nesta cidade. Quinze dias após a sua chegada recebeu um novo convite, desta vez do médico Couto dos Santos, para montar o ginásio do Instituto Sanitario Hydroterapico. No dia 9 de outubro de 1881 foi nomeado professor auxiliar de ginástica da Escola Normal do Porto, lecionando nas classes masculinas. No ano letivo seguinte também passou a ensinar nas classes do sexo feminino. Passava a ser muito requisitado, ensinando em diversos outros educandários e instituições beneficentes. Também se apresentava com seus alunos em concursos, festas e saraus ginásticos, bem como promovia activamente a propaganda da Educação Física, tenteando incutir nas mentalidades ainda muito indiferentes a consciência da necessidade e os benefícios da atividade física bem dirigida e disciplinada. Em 1882 as Escolas Normais do Porto iniciaram o processo de construção dos ginásios para as duas escolas, cabendo a Paulo Lauret a função de supervisor.
Ainda em 1881 publicou Estudos sobre Educação Physica, que desencadeou uma campanha em favor da formação de professores de ginástica, num momento em que, segundo António José Faustino, sua atividade o destacava na área mas o Estado "teimava em não reconhecer as aspirações de um grupo profissional que, progressivamente, adquiria uma consciência". No mesmo ano publicou o Manual Theorico-Pratico de Gymnastica para uso dos lycéus, collegios, escolas municipaes e primarias, obra adotada pela Junta de Instrução Pública. Nesta década sua atividade foi intensa. Além das aulas, do periodismo e outras atividades, publicou quase uma dezena de livros.
Em 11 de Fevereiro de 1882 fundou no Porto, no Largo da Picaria, o Gymnasio Lauret e Sala D'Armas. Com o sucesso que teve nos primeiros anos, transferiu-se, em 24 de julho de 1884, para o Largo do Laranjal 4, 1.º andar. Seu ginásio dispunha de boas instalações, oferecia cursos de ginástica e esgrima, além de ter salas para a prática de bilhar, tiro, jogos e banhos terapêuticos. Contava com a colaboração de um médico e de vários professores de reconhecida competência.
No Porto, Paulo Lauret voltou a publicar O Gymnasta, que passou a ser quinzenal, saindo o número um, desta nova série, no dia 26 de março de 1882. Este periódico assumia-se como um porta-voz “de um partido honroso – a Educação Física", e pretendia constituir um "brado contra a incúria dos governos". De fato, foi uma importante plataforma de divulgação da ginástica e educação física, considerando-as actividades necessárias para os aperfeiçoamento e saúde dos indivíduos, para a educação em geral e para o progresso da nação, envolvendo aspectos morais, físicos e intelectuais. O Gymnasta também publicava artigos sobre a história da educação física e sobre várias outras modalidades esportivas, como a natação, a esgrima e o tiro com arco, principalmente num viés histórico e educativo. Dava ainda espaço para notícias sobre as atividades esportivas de outros países.
Ainda em 1883, Paulo Lauret publicou o livro Guia para o Ensino da Gymnastica nas Escolas do Sexo Feminino, dedicado à sua colaboradora, e prima da sua mulher, Violante Stattmiller. Segundo Mota, este livro "abriu espaço, a par das recomendações médicas, a alterações no entendimento social sobre o papel do exercício físico no desenvolvimento da mulher e da sua saúde em geral. A ginástica começava a penetrar nas escolas femininas e algumas mulheres começaram a ter aulas particulares. De resto, o Guia para o Ensino da Gymnastica nas Escolas do Sexo Feminino seria adotado como manual na Escola Normal para o Sexo Feminino do Porto".
Em 13 de Fevereiro de 1884 organizou o primeiro sarau de agradecimento e consideração à imprensa portuense. Três meses depois organizou um outro sarau dedicado à classe médica, que se fez representar por quarenta e cinco médicos. Em 1887 publica o livro Cinésiologia ou Sciencia do Movimento. 
No ano lectivo de 1890-1891, Paulo Lauret, que lecionava ginástica e esgrima, tinha como colaboradores Violante Stattmiller, professora de ginástica, a sua esposa Maria Ana Lauret, professora de dança, e A. Costa, professor ajudante de ginástica. O ginásio ainda tinha Paulo Marcelino como médico permanente. A convivência com os alunos do colégio permitiu-lhe verificar que os melhores alunos de ginástica eram aqueles que tinham melhor aproveitamento nos estudos intelectuais. Em 1892 participou no Congresso Pedagógico Hispano-Português-Americano, realizado em Madrid, com a tese Educação Física em Portugal.
Também em Braga, Paulo Lauret abriu um ginásio apetrechado com diversos aparelhos de ginástica. Em 1891 trabalhou no Colégio do Espírito Santo em Braga, do padre Thomaz Hossemlopp, onde ministrou exercícios militares, exercícios de ginástica e a esgrima de sabre e de bengala. Também em Braga abriu um ginásio num primeiro andar, com um espaço de sessenta metros quadrados, apetrechado com diversos aparelhos de ginástica.
Foi colaborador dos periódicos O Velocipedista — Órgão dos Velocipedistas em Portugal de 1893 a 1894 e Revista Internacional de Sport, Literatura e Noticiosa de 1894 a 1895.
Paulo Lauret era um homem de ideias liberais, como ficou bem patente na sua vida e obra, não admira por isso que tenha ingressado na Maçonaria, concretamente numa obediência em Espanha. Em 1891 funda a loja maçónica "Ordem e Progresso" e em 1892 a loja "Capítulo Cavaleiros do Progresso", que estavam adstritas ao Gran Oriente Nacional de España,

### Brasil
Em 12 de Junho de 1896, Paulo Lauret foi viver com a filha para o Rio de Janeiro, mantendo-se ligado ao ensino da ginástica. A sua saída de Portugal não foi explicada, mas presume-se que houve problemas familiares provavelmente relacionados com a origem nobre da sua mulher em contraste com as suas ideias republicanas.
A chegada de Paulo Lauret ao Rio de Janeiro é amplamente noticiada pelos órgãos de comunicação social, pois a sua obra escrita e sua fama como professor e praticante de ginástica eram muito conhecidas, consequentemente recebeu de imediato vários convites para exercer o cargo de professor de ginástica. Em 1896 abre no Rio de Janeiro o Gymnasio Lauret e Sala D’Armas, tendo realizado, com os seus alunos inúmeras apresentações públicas, amplamente cobertas pela imprensa.
Dedica-se também à ginástica médica e massagens (fisioterapia) tendo exercido essa actividade em diversos hospitais, e também para as Forças Armadas Brasileiras. Em 1900 é inaugurado a Academia de Armas Paulo Lauret. No ano de 1913, cria o Instituto de Mechanotherapia, Massagens e Exercícios Physicos. Até à sua morte Paulo Lauret não deixará de exercer a sua actividade como professor e divulgador da ginástica. 
Foi casado desde 7 de Fevereiro de 1880 com Maria Ana Stattmiller de Saldanha Albuquerque (1853-1914), representante da casa e título de Conde da Ega, com quem teve uma filha e um filho. Existe hoje descendência de Paulo Lauret em Portugal, nomeadamente Pedro Lauret, bisneto, seus filhos e netos.

## Suas ideias
Seus princípios eram fundamentalmente apoiados na literatura sueca, francesa, alemã e espanhola. Paulo Lauret considerava a ginástica "...como a arte de desenvolver o organismo por meio de exercícios bem dirigidos", e dividia-a em três partes: a ginástica regeneradora tinha como função robustecer a pessoa débil, através do aumento de volume de todos os músculos; a ginástica preventiva que procurava através dos seus exercícios evitar o aparecimento de grande número de doenças; a ginástica médica tinha como objetivo curar algumas doenças do ser humano como, por exemplo, as doenças nervosas e a obesidade.
No seu método, Paulo Lauret dividia os exercícios em ativos e passivos. Os primeiros procuravam manter em ação, "de uma maneira mais ou menos violenta", o sistema muscular. Eram estes exercícios como a marcha, a corrida, o salto, a caça, a esgrima, a equitação e todos os exercícios com aparelhos móveis ou fixos (alteres, massas, barras, paralelas, barras fixas, argolas e cavalo) que contribuíam para o desenvolvimento muscular e a agilidade. Por sua vez, os segundos compreendiam «os exercícios devidos a uma potência exterior aplicada sobre todo o corpo ou sobre uma das suas partes, como a navegação à vela ou a vapor, o passeio de trem, em cadeirinha, etc.» e contribuíam para melhorar as funções dos órgãos internos.
Para ele, a ginástica tinha como finalidade o desenvolvimento do corpo, a conservação da saúde e da força, a resistência à fadiga e a destreza corporal. Paulo Lauret mantinha a tradição de utilizar aparelhos das mais importantes escolas europeias de ginástica. Apesar da sua preferência pelas escolas alemã e francesa, Paulo Lauret também tinha algumas máquinas da ginástica sueca que, nessa altura, ainda não se tinham imposto na Europa Central. Sobre estas máquinas, Paulo Lauret estava a referir-se às do método sueco Gustaf Zander (1835-1920). Inicialmente, Zander utilizou o método Ling na sua ginástica médica. No entanto, verificou que era quase sempre necessária a existência de ajudantes para trabalharem com doentes, o que tornava essas sessões extremamente caras e, deste modo, inatingíveis para toda a população. Por isso, Zander concebeu aparelhos, alguns movidos a vapor, que imprimiam movimentos ao corpo. A sua metodologia tinha grande valor como ginástica de desenvolvimento, sobretudo para os jovens, de ambos os sexos, que sofriam de problemas de coluna, resultantes de debilidade muscular.
Ele também dividia a ginástica em dois campos, de acordo com sua função: a educativa e a artística; traçava uma linhagem de educação física que remontava aos povos da Antiguidade, e entendia a educação física como parte de um processo global de aperfeiçoamento individual e coletivo de ordem física, intelectual e moral, desde que seguisse princípios científicos e racionais e se baseasse no conhecimento do funcionamento do organismo humano. Na análise de Olímpia Mourato Nabo, seu método tinha um amplo escopo: depois de ser adquirido este conhecimento básico sobre o corpo, passava-se a estudar "a relação entre o movimento natural e o movimento artificial e observar a sua anatomia, as suas propriedades fisiológicas e as suas diferentes aplicações à educação, à higiene e à terapêutica. Na visão deste professor de 'gymnastica', a ginástica era uma 'sensata combinação da sciencia com a arte, em conscienciosa observancia das leis da natureza'. E, mediante a execução de 'movimentos systematicamente ordenados e individualizados' tinha como objectivos 'proceder ao tratamento curativo e ao tratamento prophyilactico, aos quais correspondiam, respectivamente, a gymnastica curativa e a gymnastica prophylactica'." 
Paulo Lauret não deixava de pensar que era necessária a criação de uma Escola Normal de Ginástica para formar, em três anos, professores para as escolas primárias, liceus e colégios. Só assim se podia pensar na generalização da educação física. A admissão à escola devia ser feita de forma rigorosa, sendo exigidas qualidades morais e físicas e conhecimentos considerados indispensáveis para a função de professor.

## Legado
Paulo Lauret ganhou renome em âmbito nacional, e foi um grande divulgador dos exercícios gímnicos. Segundo Ricardo Serrado, ele foi "professor destacado de ginástica na segunda metade do século XIX", e "um dos impulsionadores mais relevantes da ginástica em território nacional". Para Olímpia Mourato Nabo, "Paulo Lauret destacou-se não só pelo gosto e pela aptidão para ginástica, esgrima e natação, mas sobretudo pela obra realizada no domínio da educação física que começava a atrair o interesse e a estar em voga na sociedade, em geral, e no meio escolar, em particular". Também no Brasil deixou marca notável, sendo, na visão de Marcus Antunes Loureiro, o mais eminente promotor em sua geração da inserção da ginástica na escola. Nas palavras de Mota, 
"Ressalta o esforço e o contributo, comprovável no crescente número de adeptos e praticantes, desenvolvido por Paulo Lauret para a disseminação da educação física e para tornar a ginástica mais credível junto de maiores camadas da população, bem como uma compreensão clara, acompanhada de uma postura consentânea no espaço público, da importância da introdução da ginástica nos currículos do sistema de ensino. Tomando por referência a realidade sociocultural do último quartel do século XIX, Paulo Lauret deveria ter consciência da dimensão do trabalho que desenvolveu".

## Distinções
- Em 1882 recebe diploma do Gymnasio Hygienico de Madrid
- Em 1884 recebe diploma do Gymnasio Heyser de Paris
- Em 1892 recebe a Medalha de Prata Club Gymnastico Portuguez de Lisboa
- Em 1892 recebe diploma do Gymnasio Social de Badajoz
- Em 1892 recebe diploma do Club Gymnastico Portuguez de Lisboa
- Em 1892 recebe a Medalha de Ouro no Concurso de Educação Física de Badajoz
- Em 1897 recebe diploma do Club Gymnastico Portuguez do Rio de Janeiro
- Foi director honorário do Gymnasio Medico Dinamico de Madrid, do Gymnasio da Escola de Medicina de Sevilha e do Gymnasio Hygienico, Medico e Recreativo.[10]